# 贵州耙蟹蛛
贵州耙蟹蛛（学名：Strigoplus guizhouensis）为蟹蛛科耙蟹蛛属的动物。在中国大陆，分布于贵州等地。该物种的模式产地在贵州。